# سایمن کورتیس (کارگردان)
سایمن کورتیس به (انگلیسی: Simon Curtis زاده ۱۱ مارس ۱۹۶۰) یک کارگردان و تهیه‌کننده انگلیسی است.